# Santa Cruz de Bezana
Santa Cruz de Bezana is een gemeente in de Spaanse provincie Cantabrië in de regio Cantabrië met een oppervlakte van 17 km². Santa Cruz de Bezana telt 12.679 inwoners (1 januari 2016).

## Demografische ontwikkeling
Bron: INE; 1857-2011: volkstellingen